# Emma Willis
Emma Louise Willis (nata Griffiths; Sutton Coldfield, 18 marzo 1976) è una conduttrice televisiva, conduttrice radiofonica ed ex modella britannica.

## Biografia
Nata nel West Midlands, all'età di 17 anni Emma Griffiths (dopo il matrimonio Willis) ha avviato la sua carriera da modella, lavorando per riviste e aziende come Marie Claire, Elle, Vogue, Gap e Chanel. A partire dal 2007 ha cominciato a lavorare per ITV, occupandosi di programmi come This Morning, Girlfriends, Loose Women e Prize Island. In seguito, si è spostata anche in altre reti: infatti, dal 2013 conduce la versione britannica del Grande Fratello, mentre dal 2014 presenta The Voice UK. Ha inoltre co-condotto i BRIT Awards 2017 con Dermot O'Leary.

## Vita privata
Il 5 luglio 2008, Emma Griffiths si è sposata con Matt Willis, membro del gruppo musicale Busted a Rushton Hall, Northamptonshire, dopo tre anni di fidanzamento. Il matrimonio apparve sul settimanale OK. La coppia ha avuto tre figli: Isabelle (giugno 2009), Ace (novembre 2011) e Trixie (maggio 2016).